# Myla Dalbesio
Myla Dalbesio es una modelo, artista y escritora estadounidense.

## Carrera

### Modelaje
En 2004 fue coronada Miss Wisconsin Adolescente. Fue descubierta por Jeff y Mary Clarke.
Dalbesio firmó con la agencia Ford Models como modelo de tallas grandes a los 18 años.
Ha aparecido en editoriales para revistas como LOVE, Purple, Vogue India, Dazed & Confused, Lui, Bon, Oyster, Twin, Viva Moda, Elle Francia, y Elle Italia.
En diciembre de 2014, apareció en la portada de Lady, fotografiada por Daniel Arnold. En abril de 2015, figuró en la portada de Tush Magazine, fotografiada por Armin Morbach, seguida de portadas de Glamour Iceland, Madame, Lifetsyle, Suited, Feeling y P Magazine.
Fue seleccionada para la campaña de Calvin Klein, "Perfectly Fit" en 2014.
En 2015, fue posicionada por Models.com en la "Hot List", una categoría reservada a estrellas en alza y Maxim la colocó en el Hot 100 en 2015.
Ha aparecido en campañas de H&M, Levis y Coach. Fue nombrada rostro y embajadora para Prima Donna Lingerie los años 2016 y 2017.
En 2016 se hizo una auto-foto para la primera edición sin desnudos de Playboy.

### Arte
Dalbesio se identifica como una "artista visual multi-disciplinaria," y explicó que su trabajo "es influenciado por lo tradicional y por la feminidad sexual, la naturaleza mística y el lugar donde los dos se encuentran."
Ha exhibido su trabajo internacionalmente y publicó dos libros. El primero, Born Rich, fue publicado por Edition Faust en 2013, y el segundo, Studies of Ecstasy, fue publicado por Melville Brand Design en 2015.

### Escritura
Dalbesio ha escrito ensayos para Suited, Twin Magazine y Oyster y también tuvo una columna en Elle.com llamada "Girl on Girl".